# Flabellina goddardi
Flabellina goddardi ist eine Meeresschnecke und gehört zu den Nacktkiemern, der größten Unterordnung der Hinterkiemerschnecken.

## Merkmale
Bisher wurden mehr als 50 Arten aus der Gattung Flabellina beschrieben, unter Meeresbiologen ist vor allem die besonders farbenprächtige Flabellina iodinea bekannt. Flabellina goddardi ähnelt äußerlich am meisten  Flabellina pricei (MacFarland, 1966) und Flabellina pellucida (Alder & Hancock, 1843). Alle drei Arten besitzen Cerata, das sind lange Fortsätze, die in mehreren Reihen auf dem Rücken angeordnet sind und auf erhöhten Sockeln sitzen. Jedoch haben sowohl Flabellina pricei als auch Flabellina pellucida  seitliche Zahnreihen auf der Radula, während diese bei Flabellina goddardi fehlen.
Das lebende Tier ist relativ klein. Ausgewachsen erreicht es eine Länge von etwa 30 mm. Der Körper ist durchscheinend weiß mit lachsfarbenen Verdauungsdrüsen innerhalb der Cerata.
Die seitlichen Hautfortsätze sind länglich, leicht zugespitzt und haben einen kreisrunden Querschnitt mit einer etwas dünneren Basis. Sie sind glänzend gelborange mit einem violett-orangen Band unterhalb ihrer Spitze. Das Farbmuster von Flabellina goddardi ist einzigartig gegenüber allen anderen Mitgliedern der Gattung Flabellina. Eine Pigmentation am Kopf, auf dem Körper oder an den Tentakeln fehlt. Die Cerata sind in unterschiedliche Gruppen angeordnet. Es gibt vier Ceratareihen im vorderen Bereich, vor dem Herzen gelegen, mit jeweils vier bis neun Cerata pro Reihe. Die hinter dem Herzen gelegenen Cerata sind in sieben unterschiedliche Reihen unterteilt, mit jeweils einem bis zehn Cerata pro Reihe.
Das vordere Ende des Kopfs ist leicht eingekerbt. Die am Kopf befindlichen Rhinophoren sind glatt. Nur zwei der 15 verwandten Arten an der Westküste des nordamerikanischen Kontinents weisen dieses Merkmal ebenfalls auf: Flabellina amabilis und Flabellina bertschi. Die Rhinophoren haben ca. 2/3 der Länge der Mundtentakel. Diese Tentakel sind schmal, länglich und verjüngen sich zu einer dünnen Spitze. Sie sind für die Sinneswahrnehmung der Schnecke von Bedeutung.
Der Bukkalapparat ist dick und muskulär mit einem Paar brauner, ledriger Kiefer. Jeder dieser Kiefer besitzt eine einzelne Reihe aus etwa zwölf triangelförmigen Dentikeln, die man unter einem Lichtmikroskop erkennen kann. Der Gonoporus befindet sich auf der rechten Körperhälfte, ventral zur dritten und vierten Ceratareihe. Er wird von einem großen, fleischigen Genitallappen umfasst.

### Kleptocniden
Die Art Flabellina goddardi besitzt Kleptocniden auf dem Rücken. Diese Nesselzellen werden vermutlich, wie bei anderen Arten der Gattung Flabellina, als Schutz gegen Fressfeinde genutzt. Die Nesselzellen werden nicht von der Schnecke selbst gebildet, sondern entstammen den Hydrozoen, von denen sich Flabellina goddardi ernährt. Sie wandern dann in die Epidermis an den Spitzen der Cerata der Schnecke ein. Die auffällig orange gefärbten Spitzen der lachsfarbenen Cerata von Flabellina goddardi könnten ein Warnsignal an die Fressfeinde sein (Aposematismus). Diese orangerote Farbgebung ist einzigartig in der Gattung Flabellina.

### Fortpflanzungsorgane
Flabellina goddardi ist eine zwittrige Spezies, die sowohl männliche als auch weibliche Keimzellen ausbildet.
Das Fortpflanzungsorgan besteht aus einem langgestreckten, dünnen Kanal, der sich in eine gekrümmte Ampulle ausbreitet.
Diese wiederum teilt sich in einen kurzen, schmalen Eileiter und den breiteren Samenleiter. An diesem Verbindungspunkt bindet sich die große Samentasche, Receptaculum seminis, über einen länglichen Schlauch.
Der Eileiter verläuft in die weiblichen Drüsen, die aus einer kleinen Albumin-Drüse, eine gelappte Membrandrüse, und einer größeren, glatten schleimigen Drüse besteht.
Flabellina goddardi enthält neben dem Eileiter auch eine Bursa copulatrix. Die Bursa verläuft über einen breiten Kanal, der in eine kleine Höhle mündet.
Der Prostatateil des Samenleiters ist breit und besteht aus einem einzelnen, festen Körper, der die Form eines gebogenen Zylinders hat. Am rumpfwärts gelegenen Prostata-Ende des Segments endet der schmale, kurze Ejakulationsteil, der den Penis verlängert. Die warzenförmige Erhebung des Penises ist konisch geformt. Neben dem Genitalsack ist auch eine Genitaldrüse vorhanden, die am Ende zweigeteilt ist.

### Radula
Die Radula ist rhachigloss mit der Formel: 30 × 0.1.0.
Die Radula-Zähne sind breit mit einer weiten zentralen Spitze, welche länger ist als die angrenzenden Zähne. An jeder Seite der zentralen Spitze sind 7–8 längliche laterale Zähnchen. Flabellina goddardi besitzt als einzige Flabellina-Art keine seitlich angelegten Zahnreihen.

## Verbreitung
Vor der pazifischen Küste Nordamerikas lebt eine große Vielfalt von Nacktkiemer-Schnecken, darunter 15 Arten der Gattung Flabellina. Mehrere Arten der Gattung besiedeln sympatrisch die Gezeitenbecken vor der Küste Kaliforniens. Das erste lebende Exemplar von Flabellina goddardi wurde in einem solchen Gezeitentümpel am Carpinteria-Riff vor dem Carpinteria State Park im Santa Barbara County gefunden.

## Lebensweise
Flabellina goddardi ernährt sich hauptsächlich von Hydroiden.
Die Eiablage wurde in einem Aquarium beobachtet. Die Art produziert eine lange Eischnur, die aus Tausenden von aneinandergereihten Eikapseln besteht. Diese Eischnur wird in Form eines runden Gitterwerks, das an eine Spitzendecke erinnert, auf dem Boden ausgelegt. Der Meeresbiologe Dr. Jeffrey Goddard hält die Produktion dieses aufwändigen Netzwerks für eine Anpassung, um alle Embryonen ausreichend mit Sauerstoff zu versorgen. In den Gezeitentümpeln, in denen diese Schnecke lebt, kann es tagsüber aufgrund der Erwärmung zu Sauerstoffmangel kommen. Derzeit kann aber wegen der geringen Anzahl an Beobachtungen noch nicht gesagt werden, ob die kreisrunde Form der Eiablage auch in der Natur zum festgelegten Verhalten von Flabellina goddardi gehört.
Aus den Eikapseln schlüpfen Veligerlarven vom Typ 1 mit einer einfachen, gewundenen Schale, die an das Gehäuse eines Nautilus erinnert und später wieder verloren geht. Die Weiterentwicklung der Larven erfolgt als Teil des Planktons.

## Taxonomie

### Entdeckung und Benennung
Entdeckt wurde die Nacktkiemer-Art im Jahr 2008 von Jeffrey Goddard von der University of California, Santa Barbara in einem Gezeitentümpel vor Carpinteria in Kalifornien. Dr. Terrence Gosliner beschrieb sie 2010 und benannte die Meeresschnecke nach ihrem Entdecker Goddard, daher der Name Flabellina goddardi.
Eine vorläufige, molekulargenetisch fundierte Phylogenie, welche auf einer Untersuchung des H3 Nukleargens, COI und den 16S mitochondrialem Gen beruht, ist grundlegend für den Stamm der Flabellina-Arten, so auch für Flabellina goddardi.

### Systematik
Die Nudibranchia-Fauna der Küste Kaliforniens ist besonders vielfältig. Behrens und Hermosillo (2005) verzeichneten 122 Arten Nudibranchias in Kalifornien, einschließlich zwei bis jetzt unbeschriebene Arten. Gosliner (1996) dokumentierte auch zwei neue Arten von Nacktkiemern in tieferen Gewässer vor der Küste des südlichen Kaliforniens. Kürzlich sind zwei zusätzliche Arten vor der Küste von Kalifornien gesammelt worden. Das erste Taxon, eine neue Art von Okenia wurde 37–40 m von Carmel, Kalifornien gefunden. Die Arten der östlichen pazifischen Okenia sind kürzlich nachgeprüft worden. Es ist bekannt, dass neun Arten von British Columbia bis nach Costa Rica vorkommen.
Millen und Hermosillo (2007) überprüften die fünfzehn Arten der Gattung Flabellina vom östlichen Pazifik. Eine neue Art der Gattung Flabellina von der Zwischengezeitenzone vor Carpinteria, Kalifornien, die sich von allen anderen Mitgliedern der Flabellinidae klar unterscheidet, ist kürzlich entdeckt worden.